# Limanda sakhalinensis
Limanda sakhalinensis är en fiskart som beskrevs av Hubbs, 1915. Limanda sakhalinensis ingår i släktet Limanda och familjen flundrefiskar. Inga underarter finns listade i Catalogue of Life.